# Ice Age: A Mammoth Christmas
Ice Age: A Mammoth Christmas (no Brasil, A Era do Gelo: Especial de Natal; em Portugal, A Idade do Gelo: Um Natal de Mamute) é um curta-metragem estadunidense, de 26 minutos, transmitido originalmente em 2011, nos Estados Unidos, pela FOX. É o primeiro especial de Natal da série Ice Age, e acontece algum tempo após o terceiro filme e antes do quarto.
Em Portugal, estreou na TVI no Natal de 2011. Atualmente, passa na SIC. 

## História
Manny e Ellie preparam-se agora para mais um grande acontecimento das suas vidas, o seu Natal em família enquanto Scrat continua numa tentativa desesperada para apanhar a sua adorada bolota. Até que Sid, acidentalmente, destrói a tradicional pedra de Natal de Manny com a sua recentemente criada árvore de Natal. Irritado, Manny é obrigado a dizer-lhe que se ele se portasse mal, o Papai Noel/Pai Natal o punha na sua Lista dos Traquinas, onde ninguém tem Natal. Para resolver o problema, Sid, a jovem Amora/Pêssegos, Crash e Eddie partem para o Polo Norte, onde conhecem Prancer uma rena voadora que os ajuda a encontar o Papai Noel/Pai Natal. Entretanto, Manny, Ellie e Diego partem para encontar o resto do grupo, que encontra um exército de Mini-Preguiças (parecido com o do segundo filme da série Ice Age, que os quer impedir. Por acidente todo o bando acaba destruindo a casa do Papai Noel/Pai Natal no Polo Norte. Agora a única chance de sair da Lista dos Traquinas é ajudá-lo reconstruir o Natal, com a ajuda das Mini-Preguiças e de toda a família de Prancer (que acaba por ser o grupo de renas oficial do Papai Noel/Pai Natal). A partir daí o Natal de todo o grupo passou a ser especial.

## Elenco
- Ray Romano como Manny;
- John Leguizamo como Sid;
- Denis Leary como Diego;
- Queen Latifah como Ellie;
- Seann William Scott como Crash;
- Josh Peck como Eddie;
- Ciara Bravo como Amora/Pêssegos;
- T. J. Miller como Prancer;
- Billy Gardell como Papai Noel/Pai Natal;
- Judah Friedlander como Mini-Preguiça #1;
- Chris Wedge como Scrat